# Trigonodes exportata
Trigonodes exportata là một loài bướm đêm trong họ Noctuidae.